# Peltodoris atromaculata
Peltodoris atromaculata là một loài sên biển mang trần thuộc nhánh Doridacea, là động vật thân mềm chân bụng sống ở biển trong họ Discodorididae.

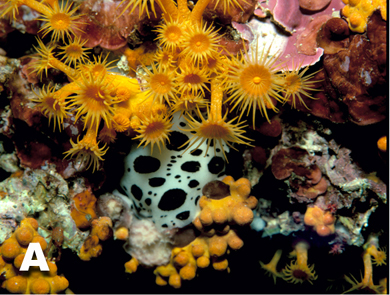
Peltodoris atromaculata between Parazoanthus

## Hình ảnh

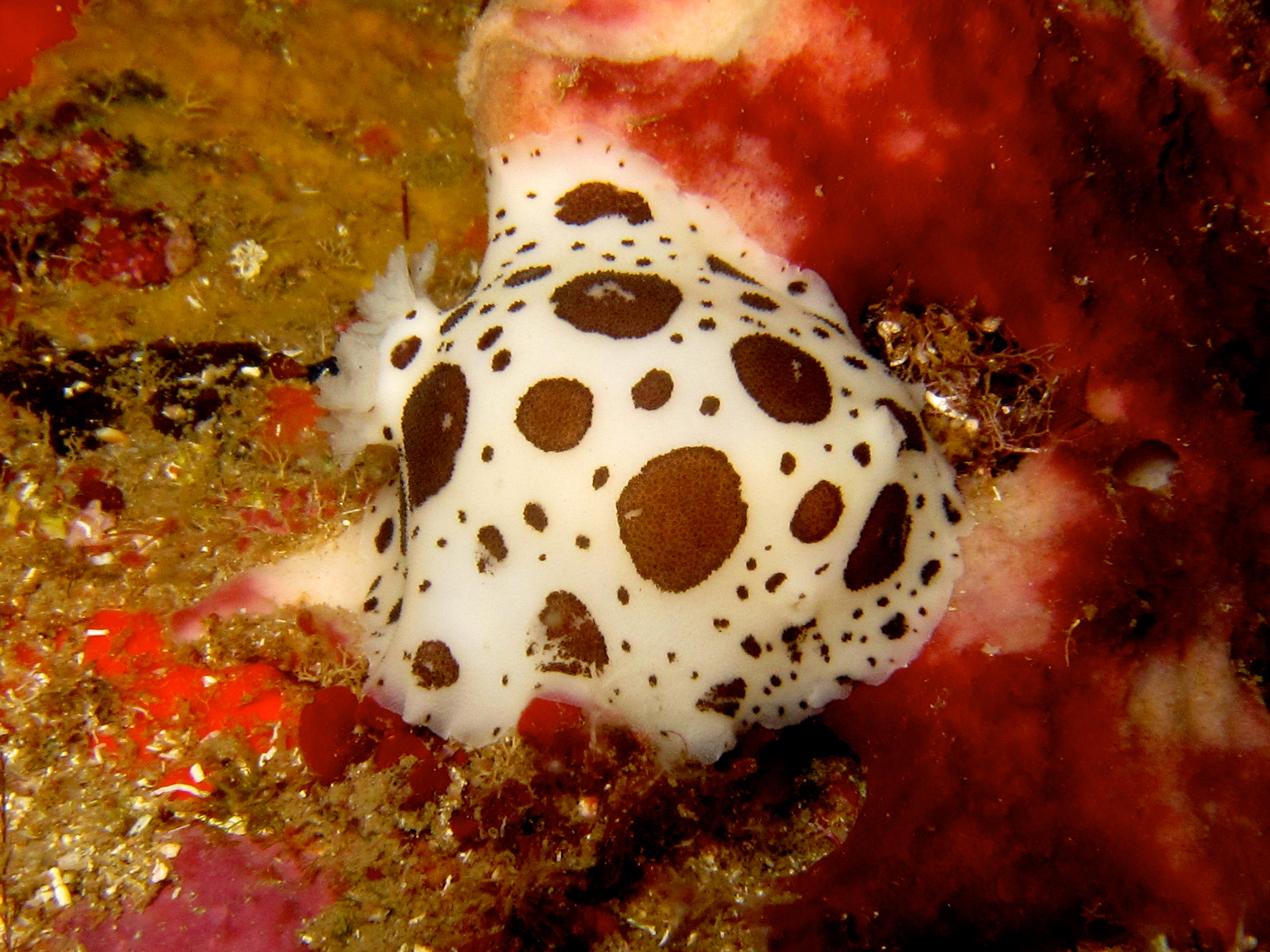
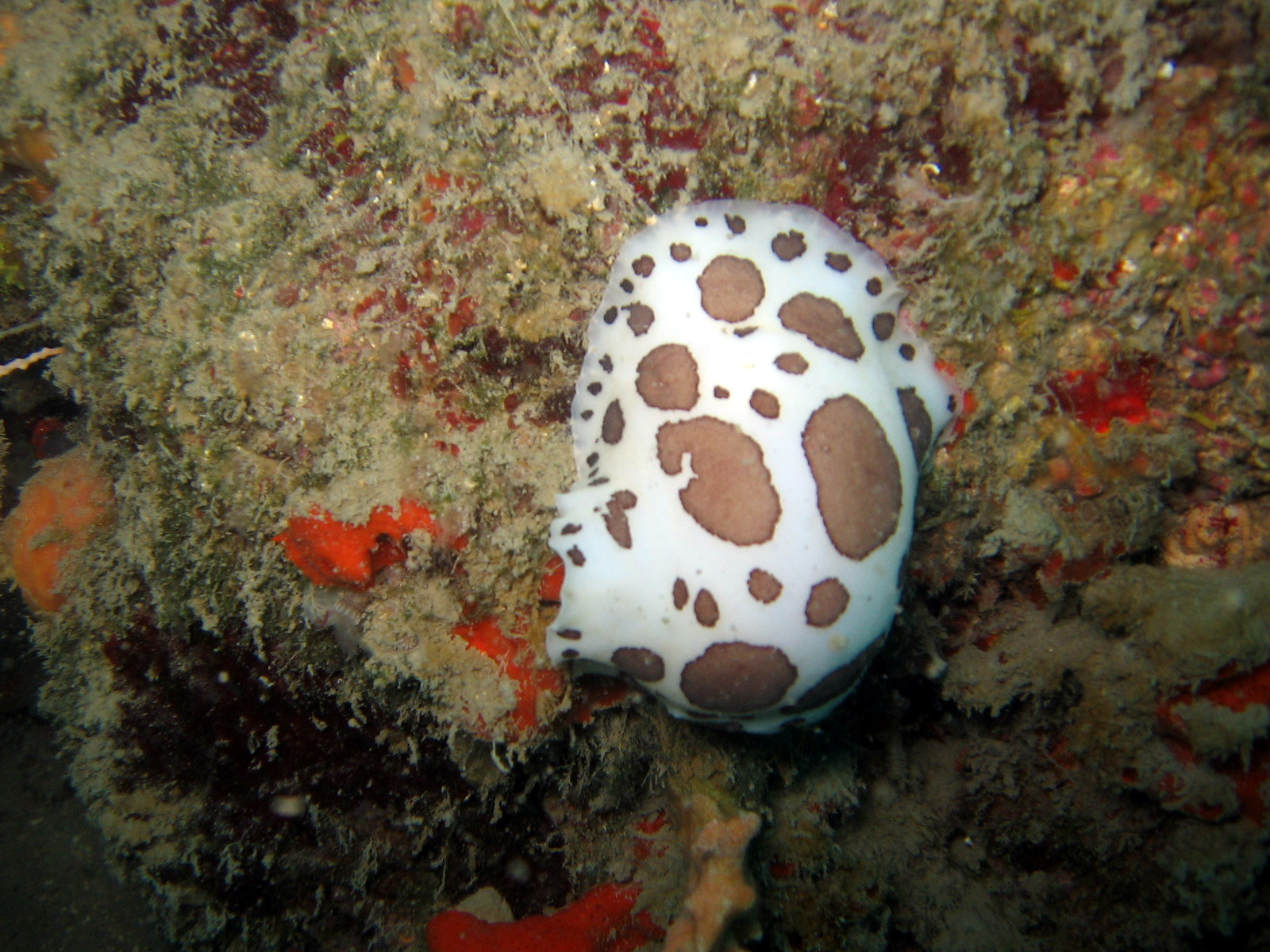
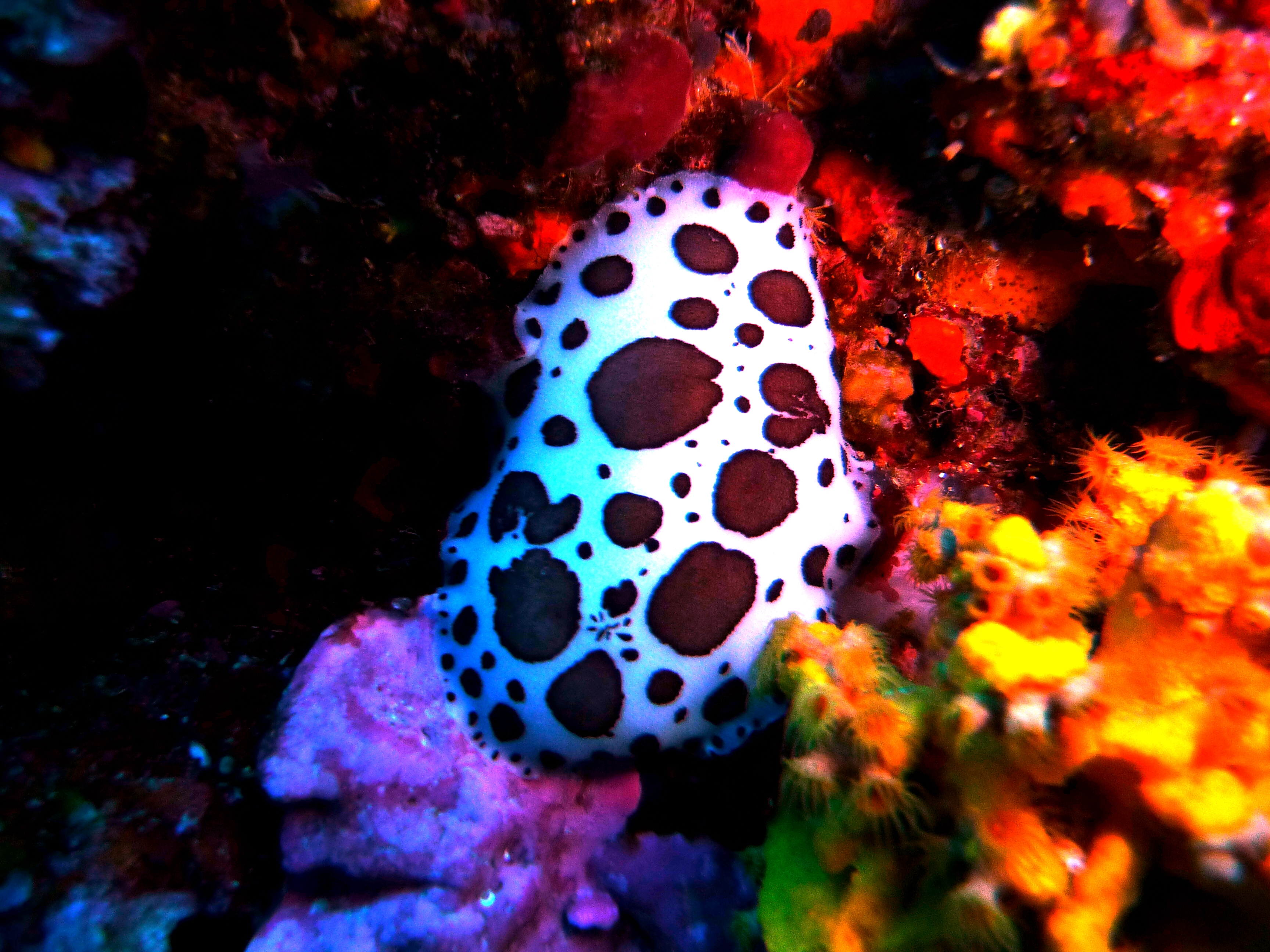
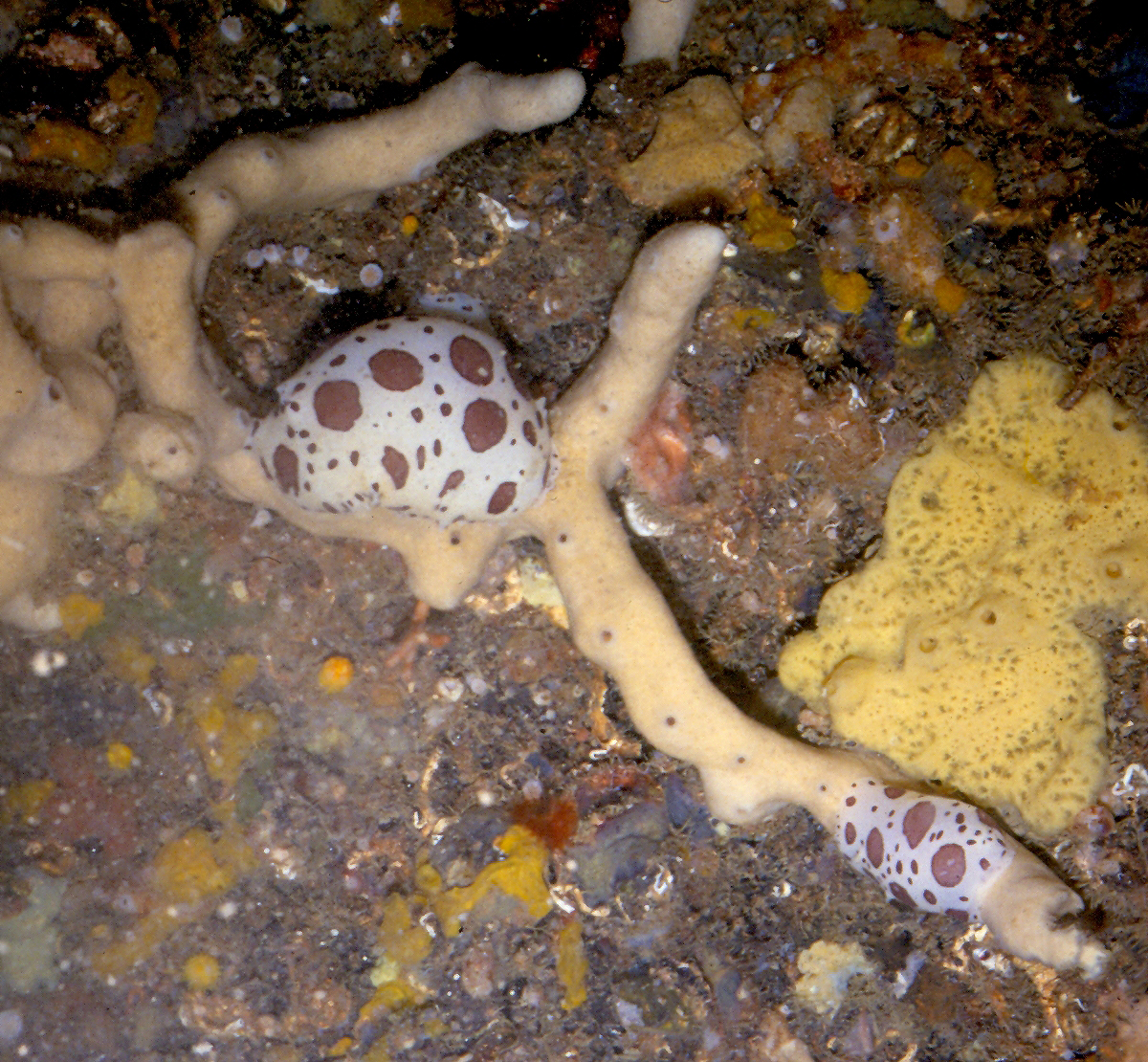